# 1567 Alikoski
Alikoski (asteróide 1567) é um asteróide da cintura principal com um diâmetro de 67,83 quilómetros, a 2,9364387 UA. Possui uma excentricidade de 0,0851823 e um período orbital de 2 100,5 dias (5,75 anos).
Alikoski tem uma velocidade orbital média de 16,62453677 km/s e uma inclinação de 17,28601º.
Esse asteróide foi descoberto em 22 de Abril de 1941 por Yrjö Väisälä.